# Alföldi parasztgatyás
Az Alföldi parasztgatyás egy magyar kitenyésztésű házigalamb-fajta. A fajta elismertetésére 2007-ben került sor.

## Származása
Eredetéről nem sokat tudunk. Magyarországon a Nagy-Alföld déli városaiban, Csongrád, Szeged, Szentes, és a városokat övező tanyavilágban kedvelték a fajtát, jó költőkészsége, ízletes húsa és "testes" megjelenése miatt.

## Leírása
Nagytestű, erős, nem túl hosszú, közel vízszintes testtartású, simafejű, tollaslábú galamb, mely csak hófehér változatban létezik. Testtömege 450-600 g. Gyűrűnagyság: 12 mm.